# Калниньш, Арвид Иванович
А́рвид Ива́нович (Янович) Ка́лниньш (Калныньш, латыш. Arvids Kalniņš; 1894—1981) — латвийский и советский учёный, хозяйственный, государственный и политический деятель, академик АН Латвийской ССР (1946).

## Биография
Родился в 1894 году в селе Бебри Фридрихштадтского уезда в крестьянской семье.
Окончил Рижское реальное училище (1912) и Рижский политехнический институт (1916). С 1920 доцент Латвийского университета, заведующий кафедрой лесной технологии. В 1930 защитил докторскую диссертацию «Технические свойства латвийской сосны в зависимости от условий произрастания».
С 1931 — профессор Латвийского университета; с 1939 года — профессор Латвийской сельскохозяйственной академии (в 1940—1941 и 1944—1946 её проректор). Во время немецкой оккупации содержался в тюрьме.
С организацией АН Латвийской ССР в 1946 году был избран действительным членом Академии (первый состав).
В 1946—1974 директор Института лесохозяйственных проблем (Институт химии древесины) АН Латвийской ССР. С 1974 года главный редактор журнала «Химия древесины».
Академик-секретарь Отделения химических и биологических наук АН Латвийской ССР (1958—1963).
Шахматист. В 1921 года в сеансе одновременной игры А. А. Алехина единственный из 27 участников одержал победу.
Член КПСС. Избирался депутатом Верховного Совета Латвийской ССР 2-го созыва.
Умер в Риге в 1981 году.

## Награды и звания
- Сталинская премия третьей степени (1951)— за внедрение нового метода производства лечебного препарата «ПАСК».
- заслуженный деятель науки Латвийской ССР (1945)
- два ордена Ленина
- два ордена Трудового Красного Знамени
- орден Красной Звезды
- медали

## Сочинения
- Mežu tehnoloģija, Rīga, 1925
- Technical properties of Latvian coniferous timber (Pinus silvestus L., Picea excelsa Lk. and Larix europea DC) with relation to conditions of growth, Riga, 1938;
- Неиспользованные возможности химической переработки древесины, «Вестник АН СССР», 1956, № 4;
- Вопросы комплексного химического использования лесосырьевых ресурсов в работах латвийских учёных, в кн.: Лесное хозяйство и промышленное потребление древесины в СССР. Доклады к VI Мировому лесному конгрессу, М., 1966.